# 福井芝政ワールドミュージックツアー
福井芝政ワールドミュージックツアー（ふくいしばまさワールドミュージックツアー）は､2004年4月から放送されている音楽番組である｡

## 概要
パーソナリティーのピアニスト天宮遥と、前川政人がゲストを迎えて、旅行の話題や葉書を紹介をする。
毎週、ホテルの宿泊券など、スポンサーの芝政関係の旅行関連のプレゼントが発表される。
番組ではビートルズなど、1960年代の曲と、ピアニスト、天宮遥のオリジナルソングが流れる。
- 当初、「ばんばひろふみ!ラジオDEしょー!」の1コーナーとして開始されるが、独立した番組となり､ラジオ関西のほか、東海地区では東海ラジオ、北陸エリアの「北陸放送」でも放送されているネット番組である｡

## その他
東海ラジオの放送時間は土曜日の夕方5時から、北陸放送では日曜日の午後4時からの放送。
北陸放送では、2005年の年末に「ミュージックツアー年越し生放送」として、局アナの神社レポートと共に年越しの生放送が行われた。天宮遥の生演奏が放送された。
- 2006年8月に放送された2週にわたる「高山の旅」のレポートでは、宿泊券のプレゼントに通算1000通を越えるはがきがよせられる事態となった。

パーソイナリティーのピアニスト、天宮遥はこの番組のほか、「田中さなえのハーバーカフェ」月曜日・火曜日に専属ピアニストとして出演しており、そのほか、「おもしろ神戸学」のBGM作曲や「王様ラジオキッズ」の木村三恵と共に「みんな元気QQ体操」をレコーディング。作詞作曲を担当している。また、「ラジオ関西防犯キャンペーン」ではナレーションを担当し、「ラジオ関西防犯キャンペーン!地域の安全はあなたから」のフレーズが頻繁に流れている。
2008年11月から、毎週金曜日12:45～「天宮遥の私はピアノ」が放送されており、クラシック曲をアレンジする遥の音楽講座や、曲のアレンジをクイズにした遥の音楽クイズ、リクエストに答えてのピアノ演奏といった内容になっている。
2009年4月からは、毎週金曜日9:00～放送中のばんばひろふみラジオdeしょー！のジュンク堂三宮店協力のコーナー「ベストセラーを読む」に出演している。タイトルは吉次・遥のベストセラーを読む。